# Myslina
Myslina és un poble i municipi d'Eslovàquia. Es troba a la regió de Prešov, al nord del país. La primera referència escrita de la vila data del 1307. El 2022 tenia 589 habitants.

## Demografia
| Godina             | 1994 | 2004   | 2014   | 2024   |
| ------------------ | ---- | ------ | ------ | ------ |
| Nombre de persones | 535  | 567    | 587    | 599    |
| Diferència         |      | +5,98% | +3,52% | +2,04% |

| Godina             | 2023 | 2024   |
| ------------------ | ---- | ------ |
| Nombre de persones | 606  | 599    |
| Diferència         |      | −1,15% |